# Прасковьино (станция)
Праско́вьино — железнодорожная станция Куйбышевской железной дороги на линии Пенза — Сызрань. Расположена в селе Прасковьино Николаевского района Ульяновской области.

## История
Станция открыта в 1874 году в связи со строительством Сызрано-Вяземской железной дороги, электрифицирована постоянным током 3 кВ в 1964 году.

## Деятельность
На станции осуществляются:

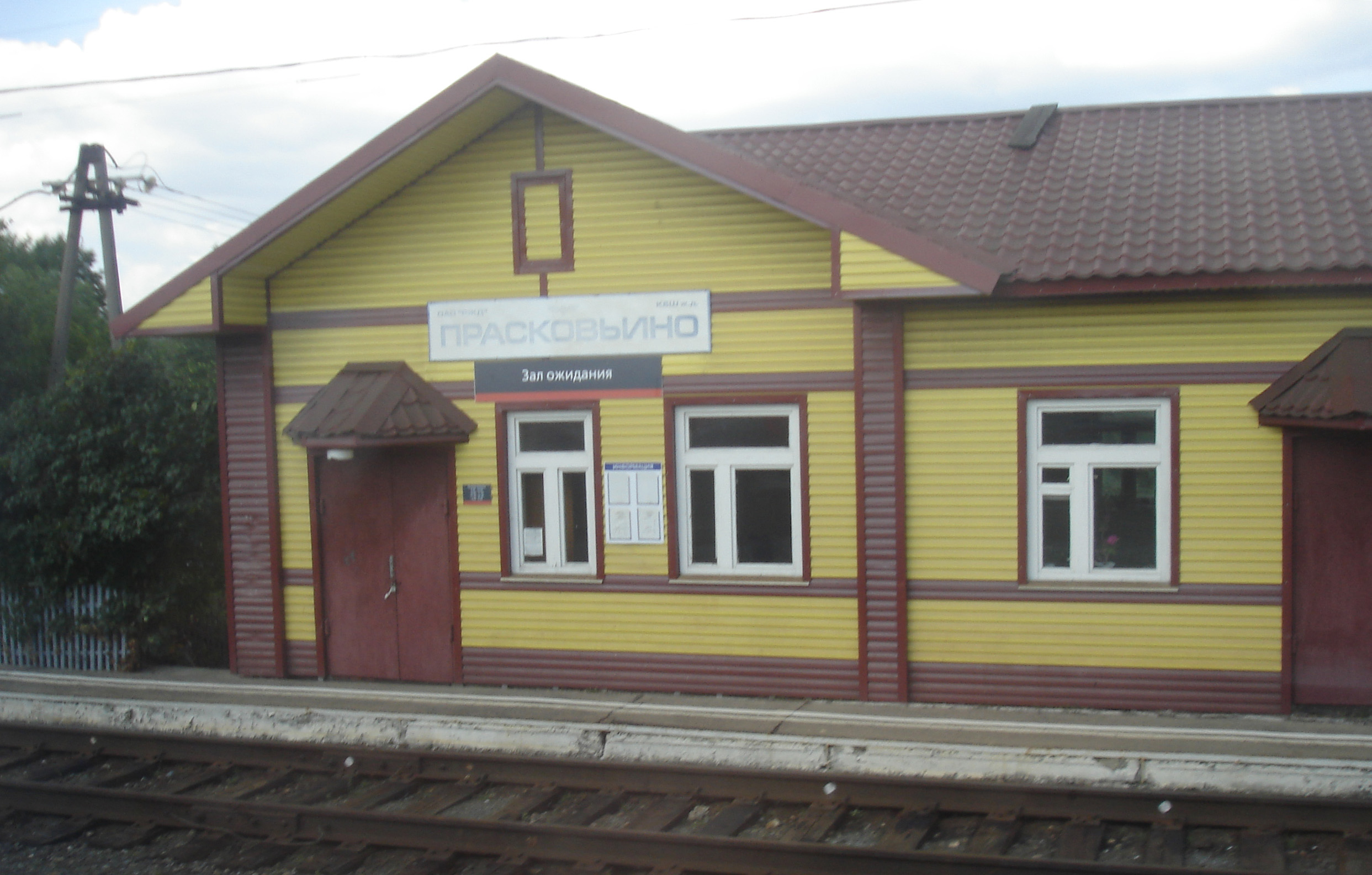
Здание станции в 2014 году

- Продажа билетов на все пассажирские поезда.
- Приём и выдача багажа[4].

На станции останавливаются пригородные электропоезда на Кузнецк и Сызрань.
 Объект культурного наследия № {{{1}}}